# Assommoir
Pour les articles homonymes, voir Assommoir (homonymie).

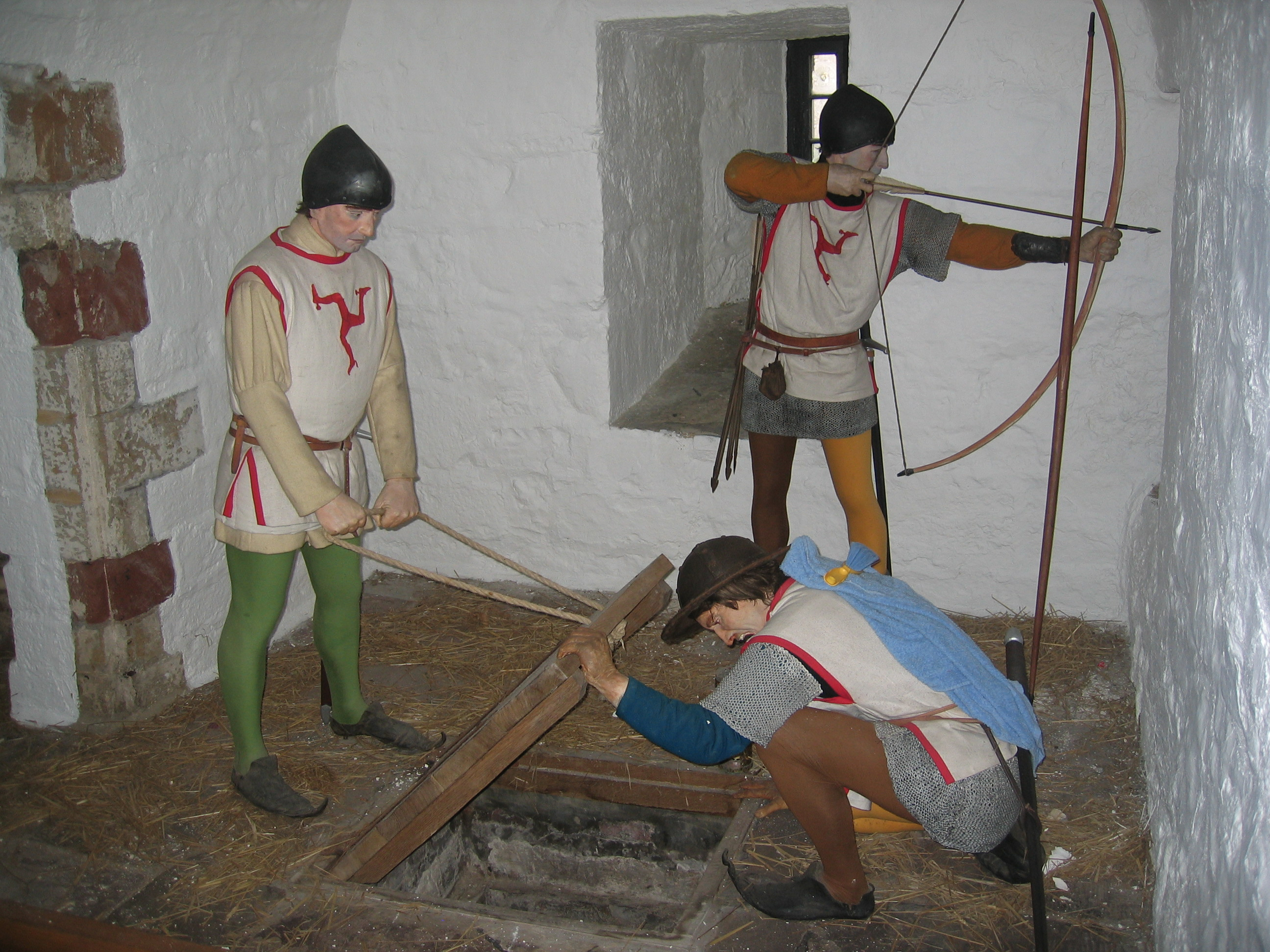
Salle de l'assommoir située au-dessus de l'entrée du Château-Rushen.

Un assommoir est dans une place forte une ouverture (simple trou ou trappe) dans une voûte, un plafond ou un chemin de ronde permettant aux défenseurs de laisser tomber divers objets sur l'assaillant pour l'assommer.

## Caractéristiques
L'assommoir sert souvent à défendre une porte : dans un château fort, il est typiquement placé au-dessus de l'étroit couloir d'entrée menant au pont-levis, en arrière de la herse.
À l'origine destiné à jeter des projectiles assommant l'assaillant (jet de pierres, de pièces de bois), il servait aussi au tir fichant de flèches, à la projection de sable chauffé à blanc ou de matières brûlantes : récipients remplis de poix, soufre et salpêtre, de plomb fondu, de chaux vive liquide ou de l'eau bouillante lorsque la fortification dispose de puits ou de citerne (l'emploi d'huile bouillante, produit précieux et donc onéreux, réclamant beaucoup de temps et de bois de chauffe pour être portée à ébullition, est rarissime bien que souvent mentionné dans la culture populaire, de même que l'eau qui est une ressource rare lors d'un siège). Il permettait également de verser de l'eau froide pour éteindre les incendies provoqués par l'assaillant.
Des ouvertures au rôle similaire existaient dans les mâchicoulis ou les bretèches des murailles ou parapets de fortifications.
Piège commun dans les châteaux d'Europe de l'Ouest durant le Moyen Âge, il varie en taille, forme et en configuration. Il peut n'avoir qu'une fonction symbolique comme le châtelet d'entrée du château de Vincennes qui ne donne pas sur la salle des gardes mais sur le bureau du roi.

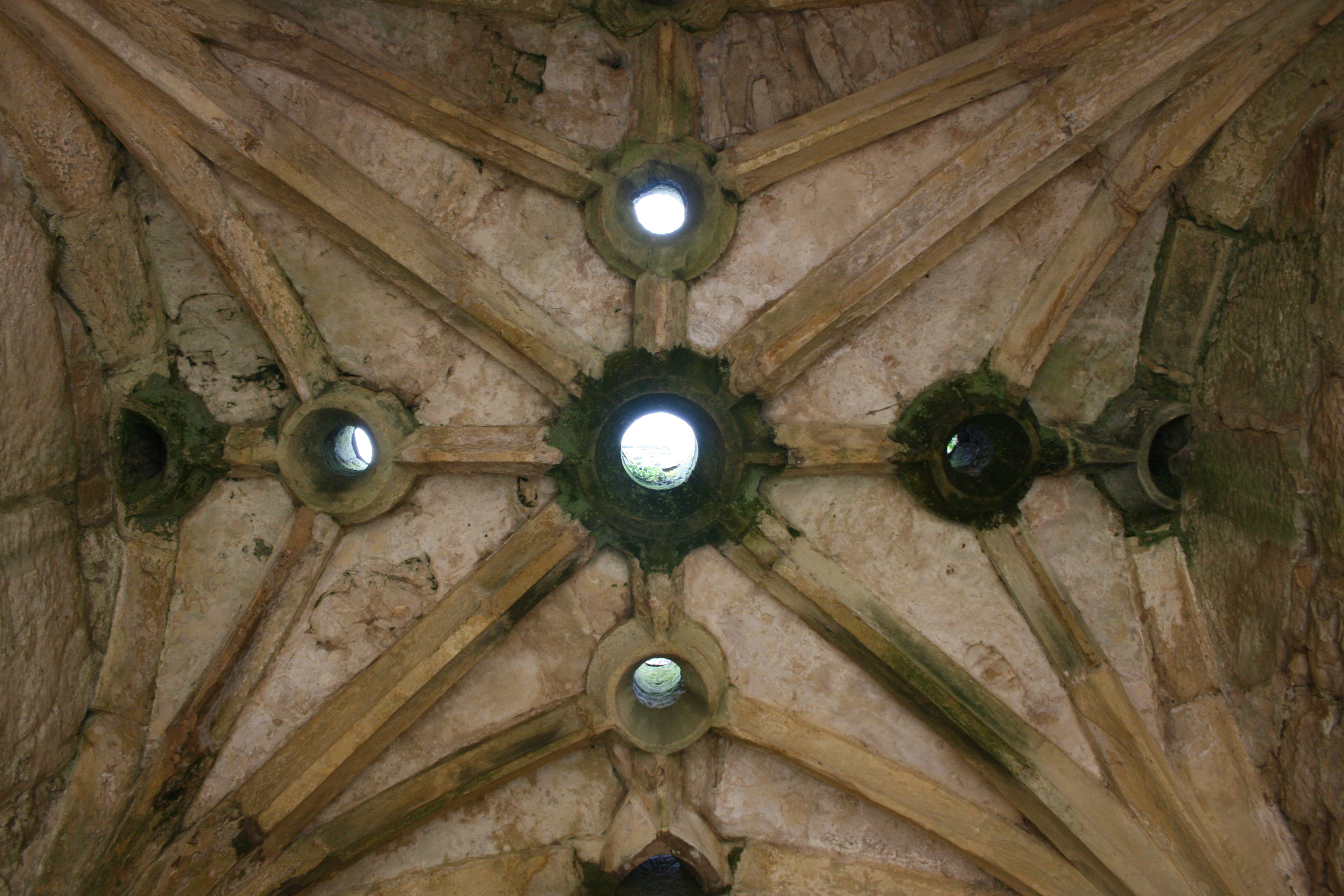
Assommoir d'une voûte au château de Bodiam.
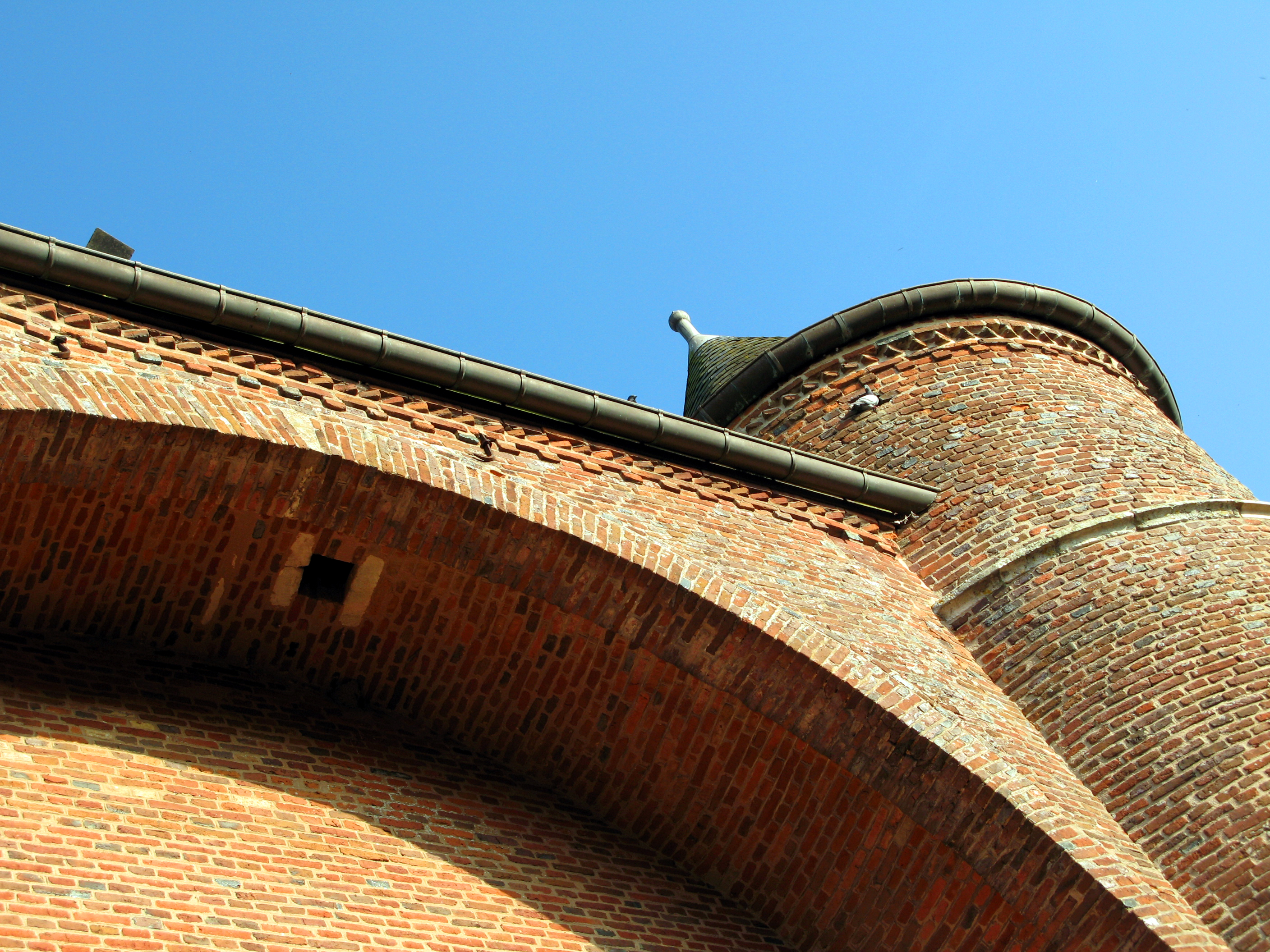
Assommoir dans l'épaisseur de l'arcade d'une église fortifiée.
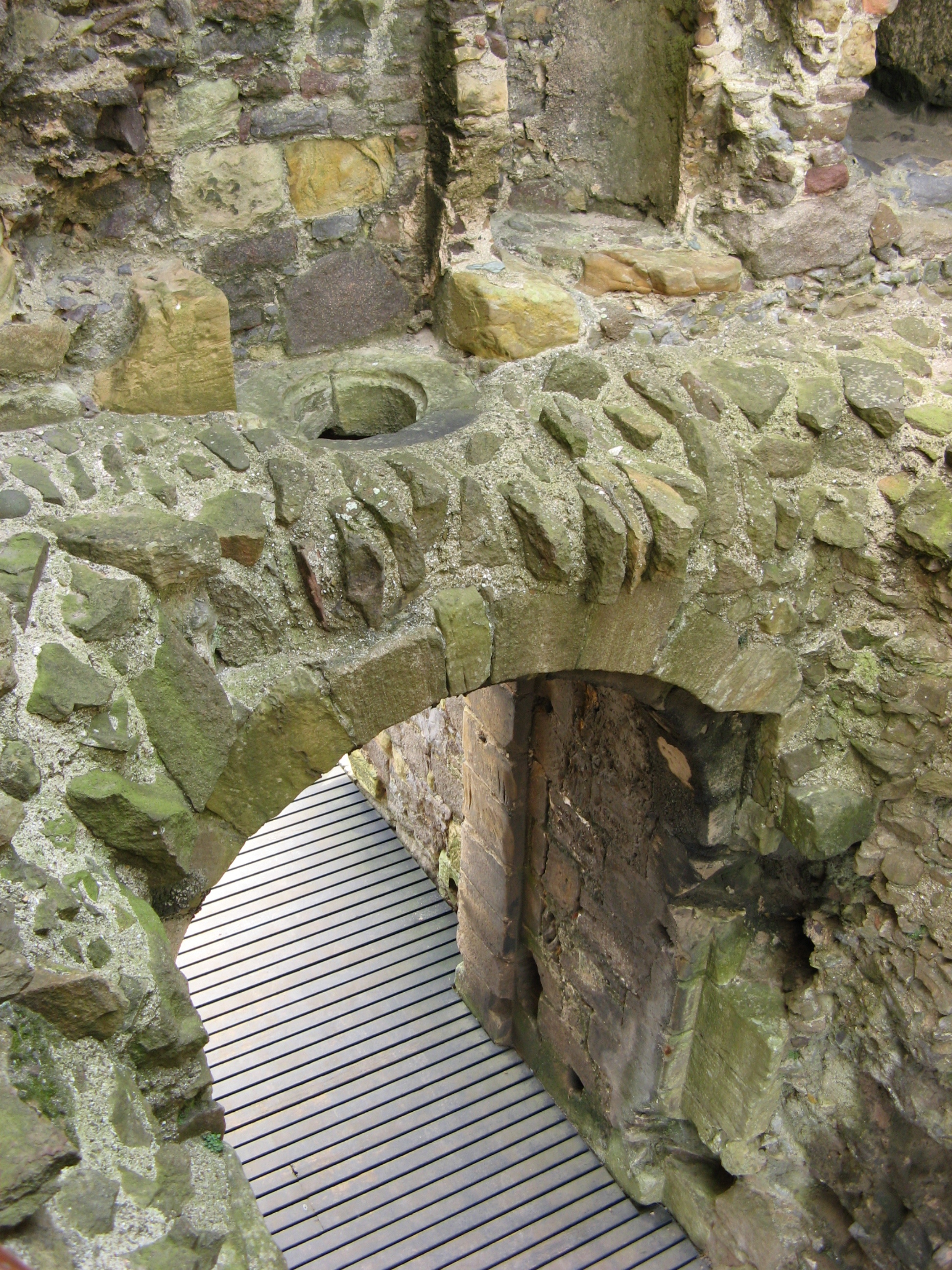
Assommoir au-dessus de l'entrée du château de Dirleton.
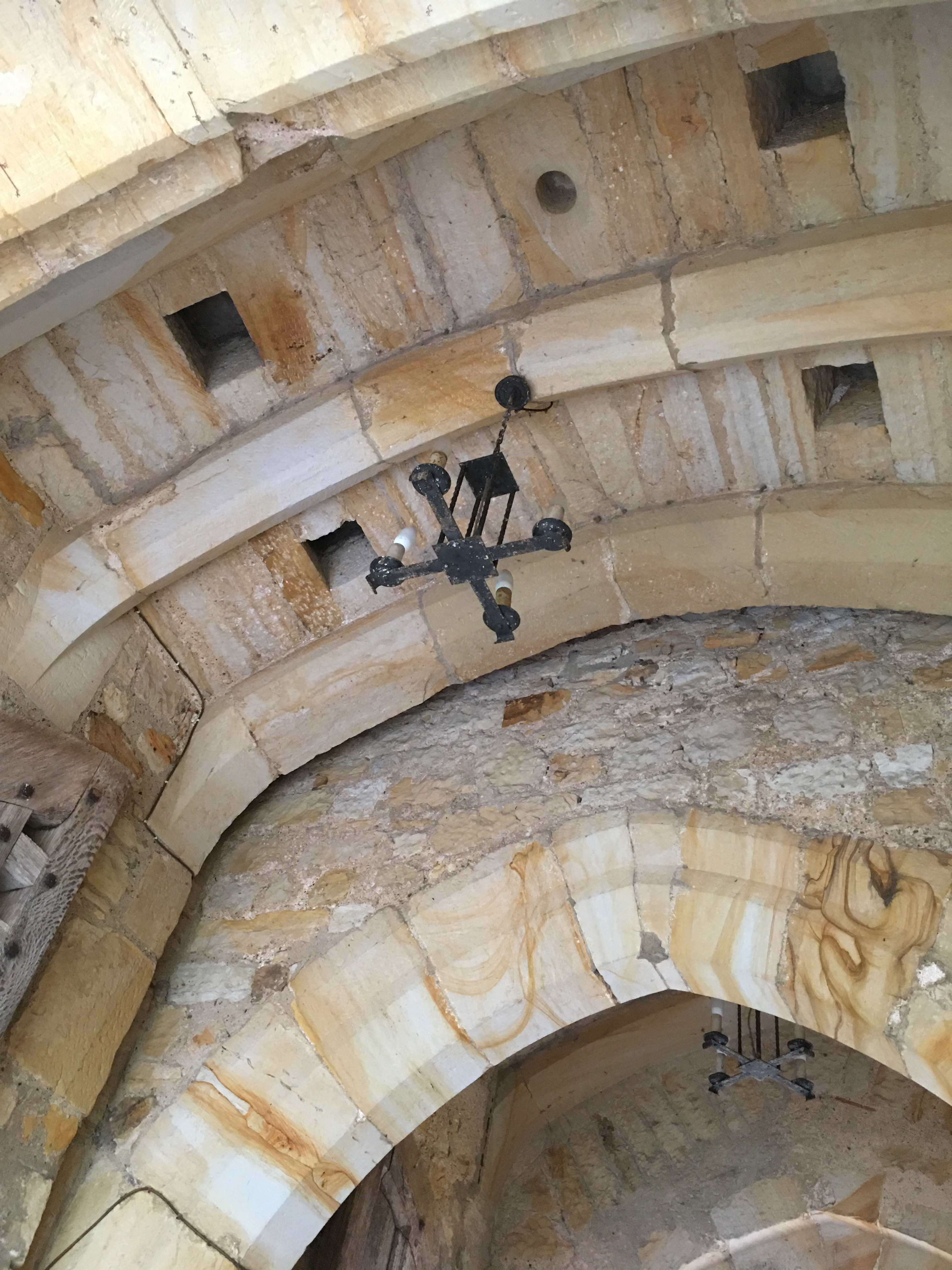
Assommoir dans le passage de la guérite du château d'Hever.